# Malarina cardwell
Espèce
Malarina cardwell est une espèce d'araignées aranéomorphes de la famille des Stiphidiidae.

## Distribution
Cette espèce est endémique du Queensland en Australie. Elle se rencontre dans les monts Cardwell, Seaview et Karrima et sur l'île Hinchinbrook.

## Description
La carapace de la femelle holotype mesure 1,6 mm de long sur 1,2 mm de large, son abdomen 1,8 mm de long. La carapace du mâle paratype mesure 1,4 mm de long sur 1,1 mm de large, son abdomen 1,5 mm de long.

## Étymologie
Son nom d'espèce lui a été donné en référence au lieu de sa découverte, les monts Cardwell.

## Publication originale
- Davies & Lambkin, 2000 : Malarina, a new spider genus (Araneae: Amaurobioidea: Kababinae) from the wet tropics of Queensland, Australia. Memoirs of the Queensland Museum, vol. 45, p. 273-283 (texte intégral).